# Tragah (plaats)
Tragah is een bestuurslaag in het regentschap Bangkalan van de provincie Oost-Java, Indonesië. Tragah telt 804 inwoners (volkstelling 2010).